# Motlakase Power Dynamos
Motlakase Power Dynamos is een Botswaanse voetbalclub. Ze komen uit in de Mascom Premier League, de hoogste voetbaldivisie van Botswana.
Botswana Defence Force XI · 
Botswana Meat Commission · 
ECCO City Greens · 
Extension Gunners · 
FC Satmos · 
Gaborone United · 
Miscellaneous · 
Mochudi Centre Chiefs · 
Mogoditshane Fighters · 
Motlakase Power Dynamos · 
Nico United · 
Notwane FC · 
Police XI · 
TAFIC · 
Township Rollers · 
Uniao Flamengo Santos